# (930) Westphalia
(930) Westphalia est un astéroïde évoluant dans la ceinture principale, découvert le 10 mars 1920 par l'astronome allemand Walter Baade depuis l'observatoire de Hambourg.
Il est nommé d'après la région de Westphalie d'où est originaire Walter Baade.